# Krzysztof Charamsa
Krzysztof Olaf Charamsa (AFI: [ˈkʂɨʂtɔf xaˈramsa]; 5 de agosto de 1972) es un teólogo polaco y sacerdote suspendido que había sido secretario adjunto de la Comisión Teológica Internacional de la Congregación para la Doctrina de la Fe.

## Educación y carrera
Nacido en Gdynia, Charamsa fue ordenado sacerdote en 1997. Estudió teología y filosofía de 1991 a 1993 en Pelplin en Polonia y de 1993 a 1997 en la facultad teológica de la Universidad de Lugano en Suiza. En 2002, se doctoró en la Pontificia Universidad Gregoriana. A partir de 2004, enseñó teología en el Pontificio Ateneo Regina Apostolorum y de 2009 en la Pontificia Universidad Gregoriana. Entre 2003 y 2015, fue miembro destacado de la Congregación para la Doctrina de la Fe dentro del Vaticano. Ha publicado obras teológicas relevantes y estuvo ampliamente considerado como de tendencia teológica conservadora durante sus años en el Vaticano.

## Anuncio de su homosexualidad

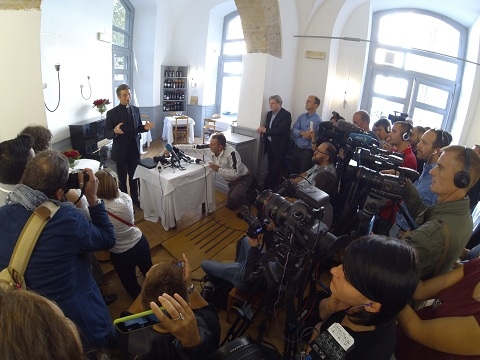
Krzysztof Charamsa saliendo del armario en Roma

En octubre de 2015, el día antes de la segunda ronda del Sínodo de la Familia, Charamsa anunció públicamente en el periódico italiano Corriere della Sera diario que era gay y que tenía un compañero del que solo trascendió su nombre, Eduard. Además, Charamsa dijo a un reportero de The Guardian que esperaba casarse con su novio. En la víspera de su salida del armario en Roma, Charamsa participó en una entrevista exclusiva para el documental polaco Artículo 18.  Los medios de comunicación polacos comentaron profusamente su entrevista.

Entiendo a mucha gente que dice «no necesitamos la institución del matrimonio, nuestro amor es libre». No me encuentro en esta parte de la sociedad. Para mí, [el matrimonio] es parte de la dinámica del amor y doy gracias a Dios de que vivo en un siglo donde es posible, gracias al movimiento homosexual y gracias a muchos mártires homosexuales.

En su carta de dimisión al papa Francisco, le dio las gracias por algunas de sus palabras y gestos hacia las personas homosexuales. Aun así, criticó a la Iglesia católica por ser «con frecuencia, agresivamente homófoba», así como «insensible, injusta y brutal» hacia las personas homosexuales, a pesar de que, según afirmó, hay un número significativo de hombres gais en todos los niveles dentro de la Iglesia católica, incluso dentro del cardenalato. Reclamó la retirada de todas las declaraciones de la Santa Sede que fueran ofensivas y violentas hacia las personas homosexuales; calificando de «diabólica» la firma de Benedicto XVI del documento de 2005 que prohibía la ordenación sacerdotal de hombres con profundas tendencias homosexuales.
Charamsa escribió una carta abierta al papa Francisco que acusaba a la Iglesia de convertir en un infierno la vida de millones de católicos gais. Charamsa expresó la esperanza de que Francisco comprendiera el tormento que sufren los sacerdotes homosexuales. Charamsa criticó al sínodo episcopal por reafirmar estereotipos sobre las personas gais. Expresó su voluntad a favor de que la Iglesia permitiera el matrimonio entre personas del mismo sexo a todos los católicos y revisara sus enseñanzas sobre las personas homosexuales. Dijo:

Si la Iglesia no puede hacer una reflexión científica seria sobre la homosexualidad e incluirla en sus enseñanzas, incluso las aperturas y las palabras cordiales hacia los gais resultan vacías.

Charamsa apoya los derechos de los homosexuales, aprueba el matrimonio entre personas del mismo sexo y también apoya posturas de compasión hacia las mujeres que han abortado. Charamsa afirma que los sacerdotes con ingresos estables y sin presiones familiares no pueden entender las presiones que conducen a las mujeres pobres a abortar.

### Despido
El Vaticano inmediatamente expulsó a Charamsa de su puesto en la Santa Sede por haber roto su voto de celibato. Fue suspendido en aplicación del Canon 1333 que le prohíbe realizar cualquier sacramento y llevar cualquier ropa clerical.

## Obra
- L’immutabilità di Dio. L'insegnamento di San Tommaso d'Aquino nei suoi sviluppi presso i commentatori scolastici, Editrice Gregoriana, Rom 2002.
- Davvero Dio soffre? La Tradizione e l'insegnamento di San Tommaso, Edizioni Studio Domenicano, Bologna 2003 (ISBN 88-7094-485-9).
- Il Rosario – una scuola di preghiera contemplativa, Libreria Editrice Vaticana, Città del Vaticano 2003 (ISBN 88-209-7435-5).
- Percorsi di formazione sacerdotale, Libreria Editrice Vaticana, Città del Vaticano 2005, con G. Borgonovo (ISBN 88-209-7694-3).
- Eucaristia e libertà, Libreria Editrice Vaticana, Città del Vaticano 2006, con G. Borgonovo (ISBN 88-209-7838-5).
- La voce della fede cristiana. Introduzione al Cristianesimo di Joseph Ratzinger – Benedetto XVI, 40 anni dopo, ART, Rom 2009, con N. Capizzi (ISBN 978-88-89174-89-0).
- Abitare la Parola. In compagnia della Madre del Verbo, Editrice Rogate, Roma 2011 (ISBN 978-88-8075-402-2).
- Virtù e vocazione. Un cammino mariano, Editrice Rogate, Roma 2014 (ISBN 978-88-8075-426-8).
- La Prima Pietra. Io, prete gay, e la mi ribellione all'ipocrisia della Chiesa (Autobiografía), Rizzoli, Milan 2016 (ISBN 978-88-1709-021-6)